# Melanie Margalis
Melanie Margalis est une nageuse américaine, née le 30 décembre 1991. Elle court pour l'Université de Géorgie.
En 2014, elle a remporté la médaille de bronze du 200 mètres quatre nages aux Championnats du monde en petit bassin à Doha.

## Palmarès

### Championnats du monde

#### Grand bassin
- Championnats du monde 2017 à Budapest :
  -  Médaille d'or du relais 4 × 200 m nage libre
- Championnats du monde 2019 à Gwangju :
  -  Médaille d'or du relais 4 × 100 m quatre nages (participe uniquement aux séries).
  -  Médaille d'argent du relais 4 × 200 m nage libre.